# شو یانهوا
شو یانهوا (انگلیسی: Xu Yanhua؛ زادهٔ ۱۲ دسامبر ۱۹۷۰) تیرانداز زن اهل چین بود. وی در بازی‌های المپیک تابستانی ۱۹۹۲ و ۱۹۹۶ حضور داشته‌است.